# 小行星3981
小行星3981（英語：3981 Stodola）是一颗围绕太阳公转的小行星。1984年1月26日，安東寧·姆爾科斯在克列特发现了此天体。
这颗小行星的绝对星等为347.6706349484778等。